# Elezioni presidenziali in Serbia del 2004
Le elezioni presidenziali in Serbia del 2004 si tennero il 13 e 27 giugno; videro la vittoria di Boris Tadić, sostenuto dal Partito Democratico, che sconfisse Tomislav Nikolić, sostenuto dal Partito Radicale Serbo.

## Risultati
| Candidati               | Partiti                                                   | I turno   | I turno | II turno  | II turno |
| Candidati               | Partiti                                                   | Voti      | %       | Voti      | %        |
| ----------------------- | --------------------------------------------------------- | --------- | ------- | --------- | -------- |
| Boris Tadić             | Partito Democratico                                       | 853 584   | 27,37   | 1 681 528 | 53,24    |
| Tomislav Nikolić        | Partito Radicale Serbo                                    | 954 339   | 30,60   | 1 434 068 | 45,40    |
| Bogoljub Karić          | Movimento della Forza di Serbia                           | 568 691   | 18,23   |           |          |
| Dragan Maršićanin       | Partito Democratico di Serbia (DSS - NS - G17 Plus - SPO) | 414 971   | 13,30   |           |          |
| Ivica Dačić             | Partito Socialista di Serbia                              | 125 952   | 4,04    |           |          |
| Jelisaveta Karađorđević | Iniziativa per una Serbia più Bella                       | 62 737    | 2,01    |           |          |
| Milovan Drecun          | Rinascita Serba                                           | 16 907    | 0,54    |           |          |
| Vladan Batić            | Partito Democratico Cristiano di Serbia                   | 16 795    | 0,54    |           |          |
| Borislav Pelević        | Partito dell'Unità Serba                                  | 14 317    | 0,46    |           |          |
| Branislav Ivković       | Partito Popolare Socialista                               | 13 980    | 0,45    |           |          |
| Ljiljana Aranđelović    | Serbia Unitaria                                           | 11 796    | 0,38    |           |          |
| Marijan Rističević      | Partito Popolare dei Contadini                            | 10 198    | 0,33    |           |          |
| Dragan Đorđević         | Partito dei Cittadini Serbi                               | 5 785     | 0,19    |           |          |
| Mirko Jović             | NRSS - SiD - EB                                           | 5 546     | 0,18    |           |          |
| Zoran Milinković        | Partito Patriottico di Serbia                             | 5 442     | 0,17    |           |          |
| Voti non validi         | Voti non validi                                           | 38 047    | 1,22    | 42 975    | 1,36     |
| Totale                  | Totale                                                    | 3 119 087 | 100     | 3 158 571 | 100      |